# Ogam Celticum
Pour l’article homonyme, voir Écriture oghamique.
Ogam Celticum ou Ogam est une revue historique française trimestrielle disparue, publiée de 1948 à 1986.
Bulletin de l'association des Amis de la tradition celtique de la Bretagne-Armorique Ogam a été fondé à Rennes en 1948 par Pierre Le Roux et Françoise Le Roux. Son objet est l'étude du monde celtique antique et médiéval sous tous ses aspects : archéologique, linguistique, ethnographique... Le dernier tome a été publié en 1986, avec Georges Dumézil parmi ses contributeurs.
Celticum est le nom du supplément de la revue, consacré, d'une part, à la publication des actes des colloques organisés par les responsables de la revue Ogam au cours des années 1960, d'autre part, à l'édition d'ouvrages  .